# Aeroportul H. Aroeppala
Aeroportul H. Aroeppala (IATA: KSR, ICAO: WAWH) este un aeroport din Kepulauan Selayar⁠(d), Sulawesi Selatan⁠(d), Indonezia.
Situat la o altitudine de 4 m, aeroportul dispune de o singură pistă.